# 蓋伊·瑞森紹爾
蓋伊·瑞森紹爾（英語：Guy Lorin Reschenthaler，1983年4月17日—）是美国的一位政治家，所屬政黨是共和黨。自2019年開始，他擔任賓西法尼亞州第14選區選出的眾議院議員。